# Nikmaraš
Nikmaraš (en serbe cyrillique : Никмараш, albanais : Nikmarashi) est un village de l'est du Monténégro, dans la municipalité de Podgorica.

## Démographie

### Évolution historique de la population
| 1948 | 1953 | 1961 | 1971 | 1981 | 1991 | 2003 |
| ---- | ---- | ---- | ---- | ---- | ---- | ---- |
| 80   | 77   | 73   | 90   | 55   | 16   | 13   |